# IFlytek
iFLYTEK Corporation или iFLYTEK Company Limited (科大讯飞) — китайская технологическая компания, специализирующаяся в области искусственного интеллекта, распознавания и синтеза речи, голосовых помощников; входит в число крупнейших китайских компаний в сфере звуковых систем, виртуальной реальности и облачных вычислений. Основана в 1999 году, штаб-квартира расположена в городе Хэфэй. Крупным акционером iFLYTEK является государственная телекоммуникационная группа China Mobile (12,85 %), остальные акции принадлежат портфельным инвесторам (China Asset Management, Harvest Fund Management) и котируются на Шэньчжэньской фондовой бирже.
По состоянию на 2020 год iFLYTEK контролировала 70 % китайского рынка голосовых программ, имея около 700 млн конечных пользователей. 60 % доходов компании приносят проекты, имеющие государственные субсидии (программы с использованием искусственного интеллекта и больших данных для правоохранительных органов, правительств провинций и городов). Основными конкурентами iFLYTEK на рынке Китая были Nuance Communications, Alibaba Group и Baidu.

## История
Компания основана в 1999 году Лю Цинфэном — молодым аспирантом лаборатории распознавания речи в Китайском университете науки и технологий из города Хэфэй. На начальном этапе iFLYTEK автоматизировала колл-центры компании Huawei, заменив операторов собственным голосовым интерфейсом, в 2008 году iFLYTEK стала публичной компанией и её акции стали котироваться на Шэньчжэньской фондовой бирже. В 2010 году компания запустила первый потребительский продукт — приложение iFlytek Input для диктовки текста в электронной почте, поисковой системе или WeChat.
В 2012 году iFLYTEK запустил первую версию своего голосового помощника Yudian и сосредоточился на программах онлайн-перевода в реальном времени, чтобы помочь пользователям понять носителей других диалектов китайского и иностранных языков.
В 2017 году Министерство науки и технологий КНР запустило план развития искусственного интеллекта нового поколения, выделив четыре главные государственные инновационные платформы — автопилотирование (Baidu), «умный город» и транспортные системы (Alibaba Group), «умная медицина», в том числе телемедицина (Tencent), «умный звук» и распознавание речи (iFLYTEK). Кроме того, в 2017 году в городе Чанша открылась первая в Китае лаборатория искусственного интеллекта для эфирного вещания (совместное предприятие iFLYTEK и Hunan Broadcasting System).
По итогам 2018 года чистая прибыль компании выросла на 21,62 % в годовом выражении и составила 528,7 млн юаней (78,8 млн долларов США), оборот вырос на 48,2 % в годовом исчислении и составил 8,07 млрд юаней. Отчасти это произошло благодаря правительственным субсидиям, вливаниям государственных фондов и дешёвым кредитам со стороны государственных банков. 
В 2019 году iFLYTEK стала официальным поставщиком программного обеспечения для автоматизированного перевода на Зимних Олимпийских играх 2022 года и запустила Глобальную китайскую учебную платформу (GCLP) — мобильное приложение, предоставляющее персонализированные обучающие решения для повышения грамотности и перевода с обратной связью в режиме реального времени. В первой половине 2020 года, из-за пандемии COVID-19, iFLYTEK получила убытки, однако в первой половине 2021 года вновь вышла в прибыль. По состоянию на 2022 год стоимость бренда iFLYTEK достигла 4,2 млрд долларов.
В мае 2023 года iFLYTEK представила модель искусственного интеллекта для образовательных и корпоративных целей SparkDesk.

## Продукция

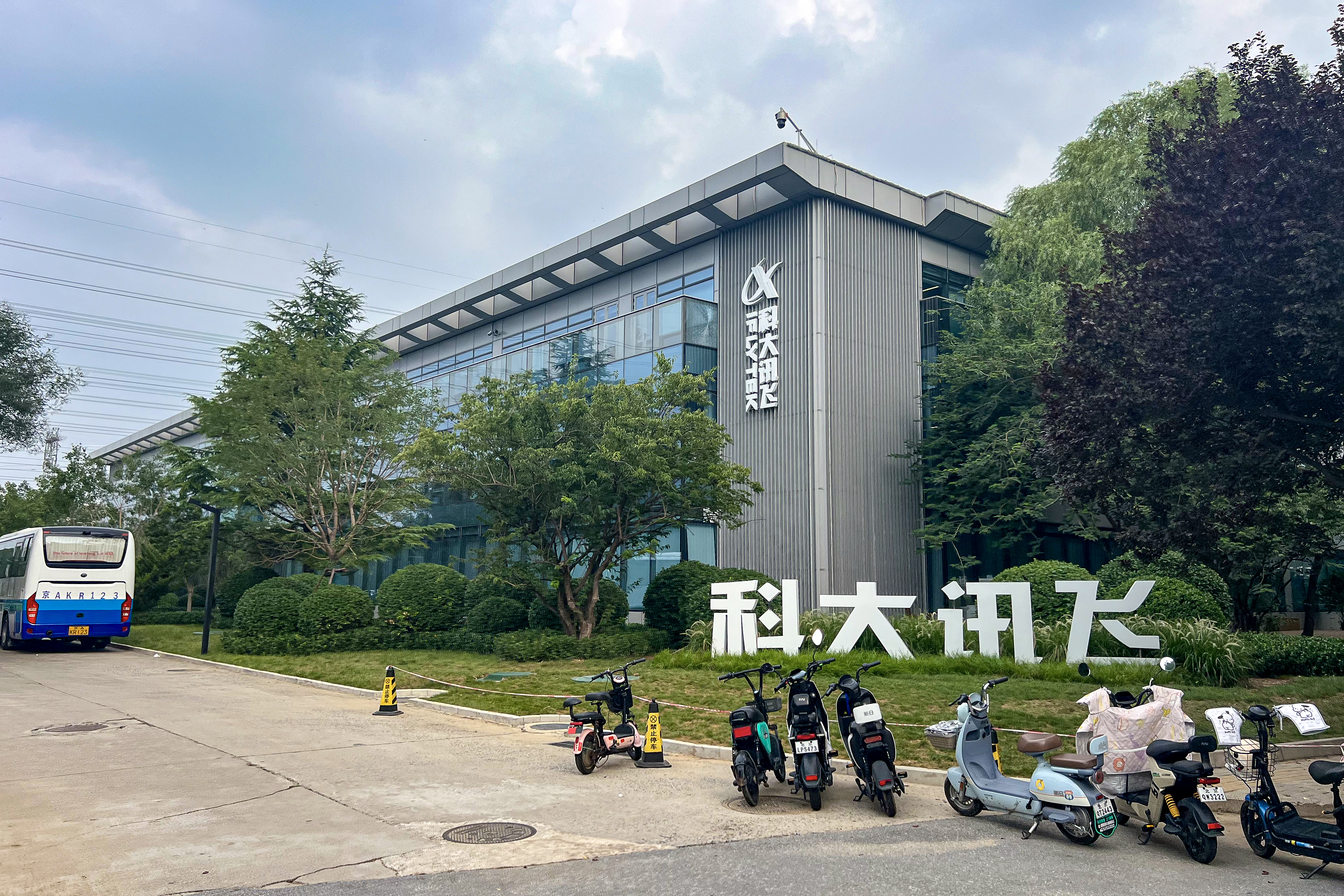
Пекинский офис компании

iFLYTEK Corporation создаёт программное обеспечение для распознавания речи, голосовые и визуальные продукты для компьютеров и мобильных устройств в сфере телекоммуникаций, транспорта, городских услуг, образования, медицины, здравоохранения, юриспруденции, музыки, потребительских товаров и умных игрушек.
- Онлайн-переводчики с технологией распознавания голоса.
- Виртуальные помощники для водителей.
- Медицинские телефонные виртуальные помощники.
- Системы автоматизации колл-центров (интернет-боты и телефонные боты).
- Системы автоматической транскрипции деловых переговоров.
- Системы умных видеоконференций.
- Системы записи и архивации судебных процессов и полицейских допросов.
- Системы сбора, распознавания и анализа аудио и видео файлов.
- Системы идентификации по голосовой биометрии.
- Системы оповещения и голосовые службы на базе искусственного интеллекта.
- Системы диагностики коронавирусной пневмонии[21].
- Системы дистанционного обучения с использованием дополненной реальности[22].
- Голосовые системы для роботов и беспилотных автомобилей[23].
- Робототехника (роботы-компаньоны и социальные роботы).

iFLYTEK Open Platform предоставляет разработчикам универсальные решения на основе искусственного интеллекта. По состоянию на начало 2021 года платформа поддерживала более 1,82 млн команд разработчиков и более 1 млн приложений, обслуживая 3,1 млрд конечных пользователей. Академия искусственного интеллекта iFLYTEK насчитывала 456 тыс. зарегистрированных членов.

## Исследования
В первые годы существования iFLYTEK (2000—2002) существенную помощь компании в исследованиях оказывали Китайский научно-технологический университет, Академия общественных наук КНР и Национальный департамент науки и технологии.  
Научно-исследовательские центры iFLYTEK расположены в городах Хэфэй (главный кампус), Фуян, Бэнбу, Сучжоу, Шанхай, Гуанчжоу, Чанша, Чэнду, Чунцин, Ухань, Сиань, Тяньцзинь и Лхаса (при Тибетском университете). До 2020 года компания имела партнёрские исследовательские программы с университетами США (Лаборатория компьютерных наук и искусственного интеллекта Массачусетского технологического института, Ратгерский университет, Принстонский университет), Канады (Йоркский университет) и Новой Зеландии.

## Акционеры
По состоянию на 2020 год крупнейшими акционерами iFLYTEK являлись China Mobile (12,4 %), University of Science & Technology Asset Management (4 %), Anhui Yanzhi Technology (2,4 %), China Investment Corporation (1,2 %), Anhui SASAC (1,2 %) и Bank of Communications (1 %).

## Критика
Согласно исследованиям западных СМИ и правозащитных организаций, с помощью оборудования и приложений iFLYTEK китайские власти (в частности, Министерство общественной безопасности КНР) отслеживают и идентифицируют политических диссидентов, а также граждан, общающихся на уйгурском и тибетском языках. Кроме того, технологии iFLYTEK широко применяются спецслужбами, полицией и тюремной администрацией в Синьцзян-Уйгурском автономном районе.
В октябре 2019 года Министерство торговли США добавило iFLYTEK в список компаний, на которые распространяются экспортные ограничения из-за поставок технологий, используемых китайскими властями для подавления уйгуров в Синьцзяне.